# Zèraf !
Albums de Le Tigre (des platanes) et Eténèsh Wassié
Avec les dents
(2004)
Zèraf ! est le second album du groupe Le Tigre (des platanes) en collaboration avec Eténèsh Wassié, l'une des importantes chanteuse d'éthio-jazz, paru le 8 février 2008 sur le label Buda Musique.

## Historique
Cet album paru en 2008 est le fruit de la rencontre, grâce à Francis Falceto, du groupe toulousain Le Tigre (des platanes) avec la chanteuse éthiopienne d'éthio-jazz Eténèsh Wassié lors d'un festival de musique en 2006 à Addis-Abeba. Ensemble, ils décident d'interpréter la musique traditionnelle azmari dans un style musical fidèle au mode pentatonique mais mâtiné de jazz et d'une importance section de cuivre, rythmé par la présence de la batterie. L'album fut suivi d'une importante tournée remarquée par la critique,.
Zèraf ! signifiant « Courage ! » ou « En avant ! » est un cri de ralliement traditionnels des guerriers éthiopiens.

## Titres de l'album
1. Mèdinanna zèlèssègna - 2:51
2. Muziqawi silt - 3:57
3. Ambassel Fantay - 4:49
4. Tché bèlèw - 7:51
5. Yèzèmèd yèbaed - 5:12
6. Bati - 5:17
7. Nèy-nèy wèlèba - 4:27
8. Awash - 7:34
9. Man yehon telleq sèw - 7:10
10. Esti lenurbet - 6:55
11. Ambassel - 6:40
12. Tezeta - 7:50
13. Woub abèba - 4:55

## Musiciens ayant participé à l'album
- Eténèsh Wassié : chant
- Marc Démereau : saxophones, voix
- Fabien Duscombs : batterie, percussions
- Piero Pepin : trompette, bugle, mélodica
- Mathieu Sourisseau : basse acoustique, guitare, banjo
- Olivier Cussac : claviers